# Victor-Charles Quinton
Victor-Charles Quinton tên Việt Nam là Tôn, M.E.P., là một nhà truyền giáo và giám mục người Pháp. Ông là đại diện tông tòa của Địa phận Địa phận Tây Đàng Trong từ 1920 - 1924. 
Ông sinh ngày 4 tháng 11 năm 1866, thụ phong linh mục ngày 21 tháng 9 năm 1899, gia nhập Hội Truyền giáo Nước ngoài Paris và lên đường sang Việt Nam ngày 23 tháng 12 năm 1889.
Ông từng có thời gian ở họ đạo Chợ Đũi, Tha La (1909, nay thuộc Giáo phận Phú Cường). Thừa sai Quinton được tấn phong giám mục phó của Giám mục Mossard ngày 15 tháng 4 năm 1913 và trở thành đại diện tông tòa Địa phận Tông tòa Tây Đàng Trong sau khi vị tiền nhiệm qua đời ngày 1 tháng 2 năm 1920. 
Giữa năm 1924, ông phải về Pháp chữa bệnh và qua đời tại Bièvres - Paris ngày 4 tháng 10 năm 1924.